# Neoathyreus fissicornis
Neoathyreus fissicornis es una especie de coleóptero de la familia Geotrupidae.

## Distribución geográfica
Habita en Costa Rica y México.